# Suriname op de Olympische Zomerspelen 1972
Suriname nam deel aan de Olympische Zomerspelen 1972 in München, West-Duitsland. Bij de twee eerdere keren dat Suriname deelnam werd er slechts één sporter afgevaardigd; zowel in 1960 als 1968 was dat een hardloper.
De hardloper die op de Spelen van 1968 in Mexico uitkwam, Eddy Monsels, was een broer van Sammy Monsels die tijdens deze spelen in actie kwam. Sammy Monsels was de eerste Surinaamse atleet die op twee disciplines uitkwam. Naast Sammy Monsels werd de atleet Roy Bottse ingeschreven, maar deze nam niet aan de wedstrijden deel. Hij zou uitkomen op de atletiekonderdelen 400 m en 800 m voor mannen. Kort voor het begin van de spelen gaf de toen in Nederland verblijvende Bottse aan dat hij vond dat zijn vorm niet goed genoeg was om daar op een redelijk niveau te kunnen presteren waarop het Surinaams Olympisch Comité zijn inschrijving introk. Iwan Blijd was de eerste Surinaamse judoka die op de Spelen uitkwam. Naast deze twee sporters waren er ook twee officials mee naar München: Otmar Picorni (chef de mission) en George Wiebers (coach).
Suriname had net als veel Afrikaanse landen aangegeven deze spelen te boycotten als (Zuid-)Rhodesië (huidig Zimbabwe), waar op dat moment een blank bewind onder leiding van Ian Smith aan de macht was, mocht deelnemen aan de spelen. Op 22 augustus 1972, slechts vier dagen voor de openingsceremonie, besloot het IOC dat (Zuid-)Rhodesië niet mocht deelnemen waarmee de boycot kwam te vervallen.
Bij deze spelen was het de laatste keer dat Suriname onder de oude vlag zou uitkomen want in 1975 werd het land onafhankelijk en kreeg het een nieuwe vlag.

## Deelnemers & Resultaten
(m) = mannen, (v) = vrouwen 
| Sport    | Olympiër      | Discipline                | Resultaat | Prestatie                               |
| -------- | ------------- | ------------------------- | --------- | --------------------------------------- |
| Atletiek | Sammy Monsels | 100m (m)                  | 2e ronde  | 1R : 10,61 sec. 2R : 10,64 sec.         |
| Atletiek | Sammy Monsels | 200m (m)                  | 2e ronde  | 1R : 21,26 sec. 2R : opgave (blessure)  |
| Judo     | Iwan Blijd    | lichtgewicht (-63 kg) (m) | 1e ronde  | 1R : verloor van Marcel Burkhard (SUI), |

Afghanistan · Albanië · Algerije · Amerikaanse Maagdeneilanden · Argentinië · Australië · Bahama's · Barbados · België · Bermuda · Birma · Bolivia · Bondsrepubliek Duitsland · Brazilië · Brits-Honduras · Bulgarije · Canada · Ceylon · Chili · Colombia · Congo-Brazzaville · Costa Rica · Cuba · Dahomey · Denemarken · Dominicaanse Republiek · Duitse Democratische Republiek · Ecuador · Egypte · El Salvador · Ethiopië · Fiji · Filipijnen · Finland · Frankrijk · Gabon · Ghana · Griekenland · Groot-Brittannië · Guatemala · Guyana · Haïti · Hongarije · Hongkong · Ierland · IJsland · India · Indonesië · Iran · Israël · Italië · Ivoorkust · Jamaica · Japan · Joegoslavië · Kameroen · Kenia · Khmerrepubliek · Koeweit · Lesotho · Libanon · Liberia · Liechtenstein · Luxemburg · Madagaskar · Malawi · Maleisië · Mali · Malta · Marokko · Mexico · Monaco · Mongolië · Nederland · Nederlandse Antillen · Nepal · Nicaragua · Nieuw-Zeeland · Niger · Nigeria · Noord-Korea · Noorwegen · Oeganda · Oostenrijk · Opper-Volta · Pakistan · Panama · Paraguay · Peru · Polen · Portugal · Puerto Rico · Roemenië · San Marino · Saoedi-Arabië · Senegal · Singapore · Soedan · Somalië · Sovjet-Unie · Spanje · Suriname · Swaziland · Syrië · Taiwan · Tanzania · Thailand · Togo · Trinidad en Tobago · Tsjaad · Tsjecho-Slowakije · Tunesië · Turkije · Uruguay · Venezuela · Verenigde Staten · Vietnam · Zambia · Zuid-Korea · Zweden · Zwitserland